# Institut für Computermusik und Elektronische Medien
Das Institut für Computermusik und Elektronische Medien (ICEM) an der Folkwang Universität der Künste in Essen wurde 1990 als zentrales Institut gegründet.

## Geschichte und Aufgaben
Hervorgegangen aus dem 1971 gegründeten Elektronischen Studio ist das ICEM ein Ort für Forschung und Lehre und beinhaltet neben den Studios für Elektronische Musik/Medien weitere Fachabteilungen für Audio- und Medientechnik. Gegründet wurde das ICEM von Dirk Reith, der bis Oktober 2011 auch künstlerischer Leiter war. Das Institut wird von einem Institutsrat geleitet, dessen Vorsitzender Thomas Neuhaus ist.
Hauptaufgabe des ICEMs ist die Forschung und Lehre in kunstrelevanten Gebieten aus Informatik und Medientechnologie und deren Verwendung in den musikalisch-akustischen, visuellen und darstellenden Künsten sowie die Betreuung aller Projekte der Hochschule, bei denen Medien in umfassendem Maße eingesetzt werden.
Momentan stehen den Studierenden und Dozenten acht Studios zur Verfügung. Daneben betreut das ICEM eine Sammlung historischer Instrumente und Geräte der elektronischen Musik sowie ein Archiv mit Eigenproduktionen seit 1971.
Durch die direkte Nachbarschaft zu Tanz, Theater und Wissenschaft wird den Studenten am ICEM eine Ausbildung geboten, die interdisziplinäre Projekte begünstigt.

## Studios
- Studio 1: Multifunktional, Spatial Sound Wave 3d Audio, Yamaha Disklavier Enspire C5, Digitale Klangsynthese, Live Elektronik
- Studio 2: Digitale Klangsynthese, Live-Elektronik
- Studio 3: Seminarraum mit multimedialer Ausstattung
- Studio 4: Digitale Klangsynthese, Live-Elektronik
- Studio A: Analoge Klangsynthese (SynLab System, Hofschneider Berlin), Doepfer Modularsystem, EMS VCS III
- Tonaufnahmestudio 90 m², Tonregie 40 m²
- AV/Medienstudio: Videoschnitt, Computeranimation, DVD Authoring
- Projektstudio: DAW orientierte Ausstattung in Soft- und Hardware

## CD-Reihe „ex machina“
Das ICEM gibt in unregelmäßigen Abständen die CD-Reihe „ex machina“ heraus, so z. B. die 2001 veröffentlichte „Jubiläumsausgabe“ bestehend aus „ex machina Volume 4-6“, auf denen ICEM Produktionen aus drei Dekaden ein umfassendes Klangbild des elektronischen Schaffens am ICEM zeigen.

## Professoren und Lehrende am ICEM
- Michael Edwards
- Dietrich Hahne
- Stefan Hüfner
- Claudius Lazzeroni
- Barbara Maurer
- Thomas Neuhaus
- Roman Pfeifer
- Dirk Reith
- Günter Steinke